# Xiao Hongyan
Xiao Hongyan (chinesisch 肖 紅艷 / 肖 红艳, Pinyin Xiāo Hóngyàn; * 26. Januar 1965) ist eine ehemalige chinesische Langstreckenläuferin.
1985 wurde sie nationale Meisterin im 10.000-Meter-Lauf. 1986 stellte sie über diese Distanz am 6. Juni in Nanjing mit 33:11,12 min einen chinesischen Rekord auf und gewann Bronze bei den Asienspielen in Seoul. Im Jahr darauf wurde sie mit dem nationalen Rekord von 2:32:11 h chinesische Meisterin im Marathon. 1988 siegte sie beim Rotterdam-Marathon in 2:37:46.

## Persönliche Bestzeiten
- 10.000 m: 33:02,44 min, 29. November 1987, Guangzhou
- Marathon: 2:32:11 h, 29. März 1987, Tianjin